# Холстад (тауншип, Миннесота)
Холстад (англ. Halstad) — тауншип в округе Норман, Миннесота, США. На 2000 год его население составило 142 человека.

## География
По данным Бюро переписи населения США площадь тауншипа составляет 98,2 км², из которых 98,2 км² занимает суша, водоёмов нет.

## Демография
По данным переписи населения 2000 года здесь находились 622 человека, 55 домохозяйств и 39 семей. Плотность населения —  1,4 чел./км². На территории тауншипа расположено 69 построек со средней плотностью 0,7 построек на один квадратный километр. Расовый состав населения: 96,48 % белых, 0,70 % азиатов, 2,82 % — других рас США. Испанцы или латиноамериканцы любой расы составляли 2,11 % от популяции тауншипа.
Из 55 домохозяйств в 38,2 % воспитывались дети до 18 лет, в 56,4 % проживали супружеские пары, в 9,1 % проживали незамужние женщины и в 27,3 % домохозяйств проживали несемейные люди. 27,3 % домохозяйств состояли из одного человека, при том 7,3 % из — одиноких пожилых людей старше 65 лет. Средний размер домохозяйства — 2,58, а семьи — 3,13 человека.
31,7 % населения — младше 18 лет, 4,9 % — в возрасте от 18 до 24 лет, 25,4 % — от 25 до 44, 23,2 % — от 45 до 64, и 14,8 % — старше 65 лет. Средний возраст — 38 лет. На каждые 100 женщин приходилось 97,2 мужчин. На каждые 100 женщин старше 18 приходилось 110,9 мужчин.
Средний годовой доход домохозяйства составлял 37 083 доллара, а средний годовой доход семьи —  37 500 долларов. Средний доход мужчин —  25 750  долларов, в то время как у женщин — 25 000. Доход на душу населения составил 21 871 доллар. За чертой бедности находились 5,3 % семей и 3,1 % всего населения тауншипа, из которых 10,0 % старше 65 лет.